# 黄银宝
黄银宝 （1962年—）是中国世界语专家、农艺师、经济学家、企业家，金桥投资公司前总裁，金桥世界语中心主任。他于1983年成为世界语专家，并与国际同行一起创立了国际农业世界语协会（IAEA）。2017年12月，黄银宝获颁“年度世界语者”荣誉称号。
他用世界语在《科学杂志》和《国际农业》（IAEA）上杂志上发表了数十篇有关农业的科学报告。
在2011-2013年，他与丹尼斯·基夫（Dennis Keefe）合作，在中国海南举办世界语岛活动，为来自23个国家的150多位世界语人士提供了培训，每次活动持续30天。
2017年1月1日，他创立了独立的世界语杂志《Tra la mondo》。
2017年5月，他主动发起主编了联合国教科文组织的第一本世界语版的杂志，即联合国教科文组织官方杂志《信使》的世界语版本。他作为世界语版主编、赞助者和杂志负责人，代表国际世界语协会同联合国教科文组织合作，出版了《信使》，为期三年，直至2019年底转交给中国外文局主编出版。
在2019年，他发起了主编了联合国教科文组织的第一本世界语著作《联合国教科文组织: 从思想到行动的70年》。
自2021年2月1日起，他根据这本书制作了每周一次有关联合国教科文组织历史的录像带故事，总共46段录像带，直到2021年11月它的成立纪念日。
在教学和启发方面，2014年，他在第99届国际世界语大会上做了主题演讲，并在国际世界语大会大学进行了演讲，并于2014年8月在中国西安发起举办了国际世界语研讨会（Eastern E-Seminar-AMO3），并于2016年2月在尼泊尔主持了国际世界语研讨会，他同时是《年轻朋友》（2015-）的文字审稿人。在法国举办的第41届国际世界语协会研讨会期间，他以《世界语联合国教科文组织信使杂志及联合国教科文组织网站》为题发表了演讲。